# Grendene
Grendene é uma empresa brasileira do setor calçadista fundada e com sede administrativa em Farroupilha, Rio Grande do Sul, com a sede social em Sobral, Ceará. A empresa possui 5 plantas industriais e marcas famosas, como Grendha, Melissa, Ipanema, Rider, Zaxy, Cartago, Pega Forte e Nuar.
O acionista majoritário da empresa é Alexandre Grendene Bartelle e em 2013 foi a maior exportadora de calçados do Brasil.

## História
Fundada como Plásticos Grendene em Farroupilha, no Rio Grande do Sul, pelos irmãos Pedro e Alexandre Grendene Bartelle no dia 25 de fevereiro de 1971, era especializada na fabricação de telas para garrafões de vinho.
Em 1978, lançou a sua primeira linha de calçados na forma de sandálias com a marca Nuar. 
Em 1979, lançou a coleção de sandálias plásticas com a marca Melissa, no estilo aranha, inspirada nos calçados utilizados por pescadores franceses. Foi pioneira na utilização da poliamida (nylon) como matéria-prima para a fabricação de solados e saltos para calçados. 
Em 1986, lançou o chinelo Rider, direcionado para o público masculino.
Benefícios fiscais, menor custo de mão-de-obra e localização estratégica para acesso ao mercado internacional motivaram a transferência das operações fabris, até então localizadas em Farroupilha.
Em 1990, foi instalada em Fortaleza a primeira unidade fabril no estado do Ceará, que passou a se denominar Grendene do Nordeste, com capacidade atual de produção de cinco milhões de pares de calçados. Três anos depois, foi inaugurada a fábrica em Sobral, que passou a se denominar Grendene Sobral e a seguir, em 2001, passou a denominar-se Grendene Calçados. A empresa possui, ainda, uma fábrica na cidade do Crato, interior cearense. 
Em 29 de outubro de 2004, ocorreu a abertura do capital da Grendene, que passou a ter suas ações ordinárias, GRND3, negociadas no Novo Mercado da Bolsa de Valores de São Paulo.
Em setembro de 2007, iniciou suas atividades industriais na cidade de Teixeira de Freitas, na Bahia, produzindo o modelo Ipanema. 